# Stadio municipale di Vecindario
Lo stadio municipale di Vecindario (in spagnolo Estadio Municipal de Vecindario) è uno stadio di calcio situato a Vecindario, sobborgo di Santa Lucía de Tirajana, nelle Isole Canarie, in Spagna. 
Ospita le partite casalinghe dell'Unión Deportiva Vecindario e ha una capacità di 4.500 spettatori.
È stato il primo impianto di Tercera División ad adottare una copertura in erba artificiale.

## Storia
Dalla sua fondazione fino al 1987, il CD Vecindario ha disputato le sue partite casalinghe al Campo Municipal, vicino al centro della città. Quell'anno la squadra decise di trasferirsi nel nuovo impianto, circa un kilometro più a nord. All'epoca lo stadio disponeva solo di una tribuna su una parte del lato nord del campo e non molto altro. Nei primi anni novanta venne aggiunta una tribuna anche sul lato opposto e al momento della promozione in Tercera División, venne rimpiazzata la vecchia tribuna sul lato nord con una più moderna. Con la promozione in Segunda División, vennero aggiunti nuovi posti lungo il lato est del campo, e tutti i seggiolini vennero sostituiti con nuovi dei colori sociali del club, bianco e nero. Questi miglioramenti portarono la capacità dell'impianto a 4.500 posti.